# Конлон
Конлон (вьет. Côn Lôn) — горная община в уезде Наханг, провинция Туенкуанг, Вьетнам.

## География
Община Конлон имеет следующее географическое положение:
- На востоке граничит с общиной Тхыонгнонг.
- На западе и севере граничит с общиной Шиньлонг.
- На юге граничит с общиной Йенхоа.

Рельеф горный. Между гор, вдоль извилистой реки Наммыонг находится плоский участок территории, пригодный для сельского хозяйства. Климат двухсезонный, с выраженными сухим сезоном и сезоном дождей. Такие условия хороши для выращивания риса.

## Экономика
Основу экономики составляет выращивание риса на 165 гектарах у реки Наммыонг. Река достаточно полноводна, чтобы постоянно обеспечивать поля водой. Урожайность риса составляет более 80 ц/га.
Животноводство и сфера услуг не развиты. Руководство общины популяризует разведение в реке Наммыонг водоплавающих птиц, работает над продвижением бренда «конлонский гусь» (вьет. Ngỗng Côn Lôn). В 2021 году разведением гусей занималось 30 домохозяйств.

## Население
В общине около 500 домохозяйств, из них 40 бедных (на 2021 год).
Здесь проживают представители народов тай, яо, мяо.